# Giuseppe Zappella
Giuseppe Zappella (4 de mayo de 1973) es un exfutbolista italiano que se desempeñaba como defensa.
Jugó para clubes como el Milan, Como, Monza, Urawa Reds, Avellino, Viterbese, Catanzaro, Vis Pesaro, Alessandria y Cuneo.

## Trayectoria

### Clubes
| Club        | País   | Año         |
| ----------- | ------ | ----------- |
| Milan       | Italia | 1992 - 1993 |
| Como        | Italia | 1993 - 1996 |
| Monza       | Italia | 1996 - 1998 |
| Urawa Reds  | Japón  | 1998 - 1999 |
| Avellino    | Italia | 2000        |
| Viterbese   | Italia | 2000 - 2001 |
| Catanzaro   | Italia | 2001 - 2002 |
| Viterbese   | Italia | 2002 - 2003 |
| Catanzaro   | Italia | 2003 - 2004 |
| Vis Pesaro  | Italia | 2004 - 2005 |
| Ivrea       | Italia | 2005 - 2007 |
| Alessandria | Italia | 2007 - 2009 |
| Cuneo       | Italia | 2009 - 2010 |